# Trondheims katolska stift

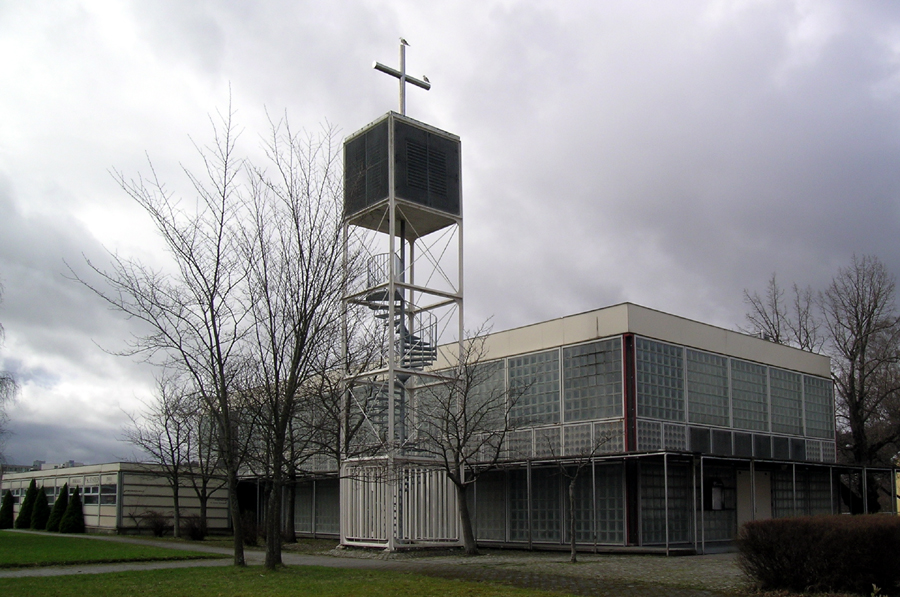
St. Olav domkirke

Trondheims katolska stift är en prelatur inom den Romersk-katolska kyrkan i Norge. Domkyrka är St. Olav domkirke i Trondheim.
Stiftet, som består av fem församlingar i Mittnorge, samarbetar med sina sex nordiska systerstift inom den nordiska biskopskonferensen. 

## Historia
1872 bildades den första församlingen, Jesu Hjerte, i Trondheim. Den sorterade under den dåvarande Apostoliska prefekturen Norge, som uppgraderades till vikariat 1892.
1931 delades Norge i tre katolska jurisdiktioner. Mittnorge var ett missionsdistrikt som uppgraderades:
- 1935 till apostolisk prefektur
- 1953 till apostoliskt vikariat
- 1979 till prelatur.